# Geraci Siculo
Geraci Siculo é uma comuna italiana da região da Sicília, província de Palermo, com cerca de 2.101 habitantes. Estende-se por uma área de 112 km², tendo uma densidade populacional de 19 hab/km². Faz fronteira com Castel di Lucio (ME), Castelbuono, Gangi, Nicosia (EN), Petralia Soprana, Petralia Sottana, San Mauro Castelverde.
Pertence à rede das Aldeias mais bonitas de Itália.

## Demografia
| Variação demográfica do município entre 1861 e 2011                               |
|                                                                                   |
| Fonte: Istituto Nazionale di Statistica (ISTAT) - Elaboração gráfica da Wikipedia |